# Estación Científica Antártica Ruperto Elichiribehety
A ECARE, é um acrônimo na língua espanhola para Estación Científica Antártica Ruperto Elichiribehety, que é uma estação de verão uruguaia estabelecida pelo Instituto Antártico Uruguaio em 22 de dezembro de 1997 na Península Antártica.

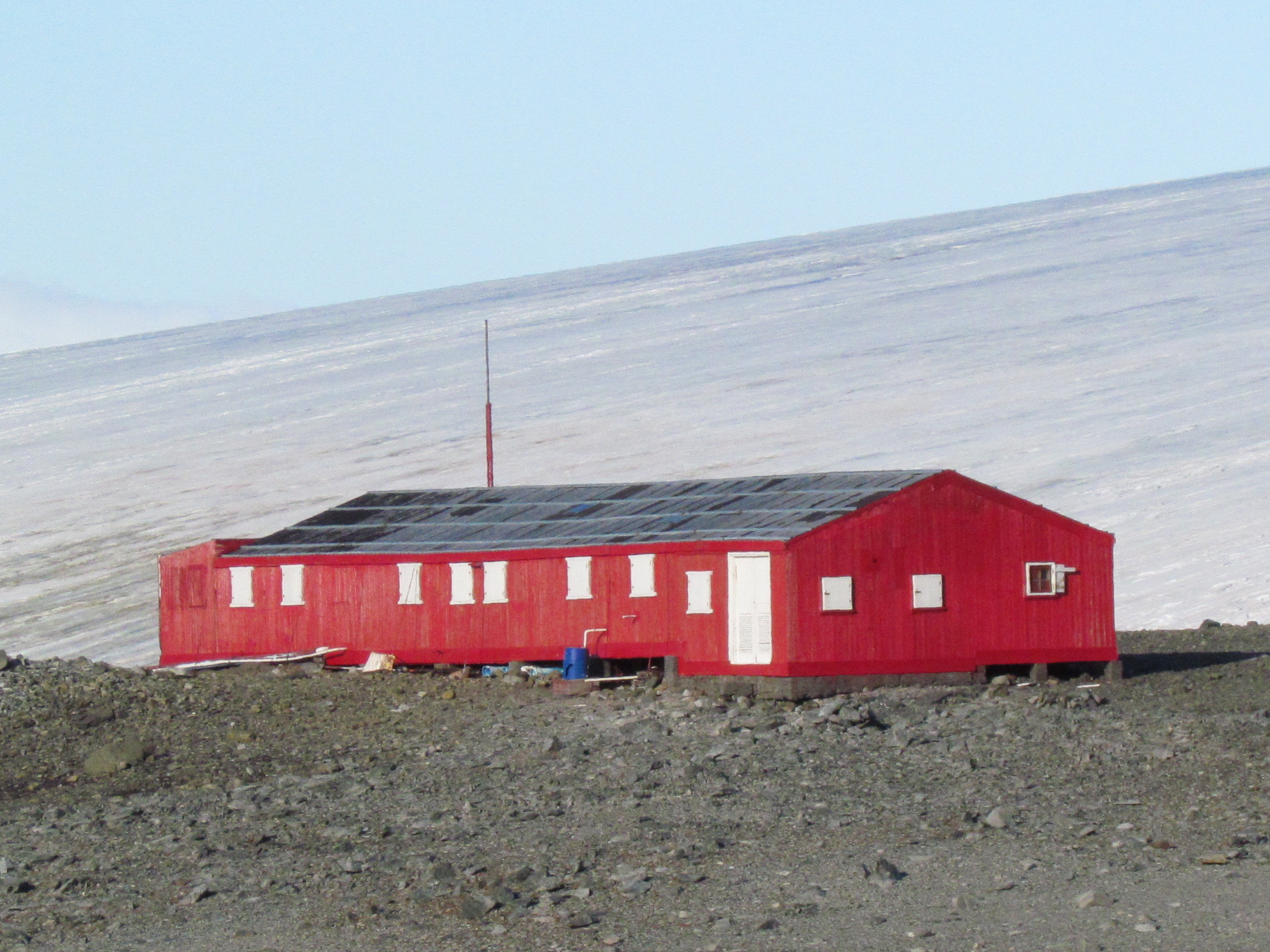
Estação Científica Antártica Ruperto Elichiribehety

A ECARE está localizada na Enseada da Cabana, sudeste da Baía Hope na parte nordeste da Península Antártica na latitude 63° 24´ 08´´ S, longitude 56° 58´ 23´´ W, próximo à base argentina "Esperanza". 
A estação é capaz de acomodar 7 pessoas e é dedicada a apoiar projetos científicos nas áreas adjacentes. Foi uma estação britânica inicial, conhecida como Casa Trinity.  
Foi batizada em honra a Ruperto Elichiribehety, Tenente da Marinha uruguaia que em 1916 conduziu a Expedição Uruguaia tentando resgatar a Expedição Shackleton-Rowett perdida na Ilha Elephant.  